# プル・アップ・サム・ダスト・アンド・シット・ダウン
『プル・アップ・サム・ダスト・アンド・シット・ダウン』（Pull Up Some Dust and Sit Down）は、アメリカ合衆国のギタリスト、ライ・クーダーが2011年に発表したスタジオ・アルバム。

## 背景
2000年代後半の「カリフォルニア三部作」（『チャヴェス・ラヴィーン』、『マイ・ネーム・イズ・バディ』、『アイ・フラットヘッド』）が歴史的な題材を取り上げていたのに対し、本作はリアルタイムの政治批判が押し出された作風で、その路線は次作『エレクション・スペシャル』（2012年）にも引き継がれた。
収録曲「ノー・バンカー・レフト・ビハインド」のタイトルは、ニュースサイト「Truthdig」の記事に由来しており、ロバート・シアーが2010年2月24日に配信した元記事は、財務省および連邦準備制度理事会が、ウォール街の金融機関を支援するため公的資金で住宅ローンを買い取るプログラムを「盗みのライセンス」「恩恵を受けたのはほとんど大手の銀行家たちだけ」と批判した内容である。なお、この曲を含む本作収録曲の一部がTruthdig Radioでオン・エアされた際、前述のロバート・シアーはアルバムの全体像を「ジョン・レノンの"Working Class Hero"にも匹敵する」と語っている。
「クイック・サンド」はアリゾナ州不法移民取締法(SB1070)に反対した曲で、本作に先がけてiTunesで配信されたヴァージョンの売り上げはメキシコ系アメリカ人法的擁護・教育基金に寄付され、本作には別ヴァージョンが収録された。「クリスマス・タイム・ディス・イヤー」と「ベイビー・ジョインド・ジ・アーミー」は、外国の戦場へ駆り出された米軍兵士を題材としている。
「ジョン・リー・フッカーを大統領に」はクーダーのギター弾き語りのみの録音で、もしブルース・ミュージシャンのジョン・リー・フッカー（2001年死去）が大統領選挙に出馬したら、どんな演説をするかを想像して作られ、フッカーの曲のフレーズや演奏スタイルも取り入れられている。「イフ・ゼアズ・ア・ゴッド」は共和党を批判した曲で、歌詞に登場する「Republiklan」という言葉は「共和党(Republican)」と「クー・クラックス・クラン(Ku Klux Klan)」合わせた造語であり、クーダーは「Republiklan」がジム・クロウ法を再制定しようとしていると歌っている。

## 反響
アメリカでは総合アルバム・チャートのBillboard 200で123位に達し、『ビルボード』のロック・アルバム・チャートでは28位に達した。ノルウェーのアルバム・チャートでは6週トップ40入りして最高9位を記録し、同国において自身6作目のトップ10アルバムとなった。

## 評価
第54回グラミー賞では最優秀アメリカーナ・アルバム賞にノミネートされた。イギリスの音楽雑誌『アンカット』が選出した「2011年のベスト・アルバム50」では20位にランク・インし、1年後の改訂では21位となった。
Thom Jurekはオールミュージックにおいて5点満点中4点を付け「ライ・クーダーのアルバムの中では、最も公然と政治的題材を取り上げた作品である一方、特に愉快で、音楽的説得力のあるアルバムの一つでもある」「時事問題を扱った音楽が退屈だなんて誰が言った?」と評している。Robin Denselowは2011年9月1日付の『ガーディアン』紙のレビューで満点の5点を付け「彼がキャリア初期の1970年代に発表したアルバムと同様、爽快で大胆で独創的」と評している。ニール・スペンサーは2011年9月4日付の『The Observer』紙で満点の5点を付け「音楽的には、彼が1970年代に探求してきたブルース、フォーク、テックス・メックスに立脚しているが、歌そのものは現代的である」「彼は当代のウディ・ガスリーとなった」と評している。また、Philip MajorinsはPopMattersにおいて10点満点中8点を付け「一貫した物語ではないかもしれないが、明らかな主題がある」と評している。

## 収録曲
特記なき楽曲はライ・クーダー作。
1. ノー・バンカー・レフト・ビハインド - No Banker Left Behind - 3:36
2. エル・コリド・ドゥ・ジェシー・ジェイムス - El Corrido de Jesse James - 4:17
3. クイック・サンド - Quick Sand - 3:17
4. ダーティ・シャトー - Dirty Chateau - 5:29
5. ハンプティ・ダンプティ・ワールド - Humpty Dumpty World - 4:18
6. クリスマス・タイム・ディス・イヤー - Christmas Time This Year - 2:49
7. ベイビー・ジョインド・ジ・アーミー - Baby Joined the Army - 6:35
8. ロード・テル・ミー・ホワイ - Lord Tell Me Why (Ry Cooder, Jim Keltner) - 3:01
9. アイ・ウォント・マイ・クラウン - I Want My Crown - 2:37
10. ジョン・リー・フッカーを大統領に - John Lee Hooker for President - 6:08
11. ドリーマー - Dreamer - 5:06
12. シンプル・ツールズ - Simple Tools - 5:07
13. イフ・ゼアズ・ア・ゴッド - If There's a God - 3:06
14. ノー・ハード・フィーリングス - No Hard Feelings - 5:52

## 参加ミュージシャン
- ライ・クーダー - ボーカル、ギター、ベース、バホ・セクスト、マンドリン、マンドラ、バンジョー、キーボード、マリンバ
- ロバート・フランシス - ベース(on #6, #9, #14)
- レネ・カマチョ - ベース(on #11, #12)
- ヨアキム・クーダー（英語版） - ドラムス(on #1, #2, #3, #4, #5, #6, #9, #11, #12, #13, #14)、ベース(on #5)
- ジム・ケルトナー - ドラムス(#8)
- エドガー・カストロ - パーカッション(on #2)、ティンバレス、スネアドラム、バスドラム(on #9)
- フラコ・ヒメネス - アコーディオン(on #2, #6, #11)
- アルトゥーロ・ガヤルド - クラリネット(on #2, #9)、サクソフォーン(on #9, #11)
- カルロス・ゴンザレス - トランペット(on #2, #9)
- エラスト・ノブルス - トロンボーン(on #2, #9)
- パブロ・モリーナ - スーザフォン(on #2, #9)、アルトホルン(on #2)
- イスマエル・ヘルナンデス、ヘスス・グスマン、ジミー・クエヤル、ラウル・クエヤル - ヴァイオリン(on #4)
- ジュリエット・コマジェーレ - バックグラウンド・ボーカル(on #4, #12)
- アーノルド・マッカラー、テリー・エヴァンス、ウィリー・グリーン - バックグラウンド・ボーカル(on #5, #8, #9, #14)